# Ламброс, Спиридон
Спиридон Ламброс (греч. Λαμβρός; 1851—1919) — греческий историк и политик; премьер-министр Греции 27 сентября 1916 — 21 апреля 1917.

## Биография
Родился в 1851 году в городе Корфу, сын историка и нумизмата Павлоса Ламброса.
Профессор в Афинском университете; напечатал: «Histoire de la Grèce depuis les temps les plus reculés jusqu’au règne du Roi Othon» (1886) и др., a также каталог афонских рукописей.
Умер в 1919 году в городе Скопелос. Его дочь — Лина Цалдари — тоже была греческим политиком.